# Benedita da Dinamarca
Benedita Astrid Ingeborg Ingrid (Copenhague, 29 de abril de 1944) é a segunda filha do rei Frederico IX da Dinamarca e sua esposa, a princesa Ingrid da Suécia. Ela é a irmã mais nova da rainha Margarida II da Dinamarca e a irmã mais velha da rainha consorte Ana-Maria da Grécia. 
Está em 11º na linha de sucessão ao trono dinamarquês, imediatamente atrás de sua sobrinha-neta, a princesa Atena. 

## Biografia

### Nascimento e batismo
Benedita nasceu em 29 de abril de 1944 no Palácio de Amalienborg em Copenhaga como a segunda filha do Príncipe Herdeiro e da Princesa Herdeira da Dinamarca.
Foi batizada em 24 de maio de 1944 na Igreja Holmen, tendo como padrinhos o Rei da Dinamarca, a Rainha da Dinamarca, o príncipe Gustavo da Dinamarca, o rei Gustavo V da Suécia, o príncipe Sigvard Bernadotte, a princesa Carolina Matilda da Dinamarca, a princesa Ingeborg da Dinamarca, a princesa Margarida da Suécia, Sir Alexander Ramsay e a rainha Isabel II do Reino Unido. 

### Ascendência
O seu pai era o filho mais filho e herdeiro aparente do rei Cristiano X da Dinamarca e da rainha Alexandrina de Mecklemburgo-Schwerin; enquanto a sua mãe era a única filha do até então príncipe herdeiro Gustavo Adolfo da Suécia e da sua esposa Margarida de Connaught.
Através disso, Benedita é uma bisneta do príncipe Artur, Duque de Connaught e Strathearn e uma trineta da rainha Vitória do Reino Unido por parte de sua avó materna Margarida.

### Casamento e descendência
Em 3 de fevereiro de 1968, na igreja do Palácio de Fredensborg, Benedita casou-se com o príncipe Ricardo de Sayn-Wittgenstein-Berleburg, com quem teve três filhos: o príncipe Gustavo, a princesa Alexandra e a princesa Natália. Como eles não foram criados na Dinamarca, perderam os seus direitos na linha de sucessão ao trono dinamarquês. 

## Deveres oficiais
Benedita participa de diversas atividades da Casa Real da Dinamarca e também tem autorização para atuar como regente quando a rainha e o príncipe herdeiro estiverem fora do país. 